# Nepenthes glandulifera
Nepenthes glandulifera Chi.C.Lee, 2004 è una pianta carnivora della famiglia Nepenthaceae, endemica delle Hose Mountains di Sarawak, nel Borneo, dove cresce a 1100–1700 m.